# شان مصطفی‌یف
شان مصطفی‌یف (اوکراینی: Асан Сеферович Мустафаєв؛ زادهٔ ۱۱ مهٔ ۱۹۶۵) بازیکن فوتبال اهل اوکراین است.
از باشگاه‌هایی که در آن بازی کرده‌است می‌توان به باشگاه فوتبال اورال یکاترینبورگ، باشگاه فوتبال زسکا پامیر، باشگاه فوتبال خجند، باشگاه فوتبال متالیست خارکوف، باشگاه فوتبال تاوریا سیمفروپول، باشگاه فوتبال زسکا خاباروفسک، باشگاه فوتبال سغد جیزک، و باشگاه فوتبال زوریا لوهانسک اشاره کرد.